# William Daubeney
Sir William Daubeney (* 1424; † 1461) war ein englischer Ritter und Politiker.
William Daubeney entstammte der Familie Daubeney, einer alten Familie der Gentry, deren Besitzungen vor allem in Somerset und Bedfordshire lagen. Er war der älteste Sohn von Giles III Daubeney und dessen ersten Frau Joan Darcy. Nach dem Tod seines Vaters 1446 erbte er die Familienbesitzungen. Er wurde zum Ritter geschlagen und vertrat von 1448 bis 1449 als Knight of the Shire Bedfordshire im Englischen Parlament. Dazu war er von 1452 bis 1453 Sheriff von Cornwall. Nach 1453 bekleidete er aber kein öffentliches Amt mehr, so dass er nicht weiter in den Streit zwischen den Familien York und Lancaster verwickelt wurde, die schließlich zu den Rosenkriegen führten. 
Daubeney hatte Alice (* 1432), eine Tochter von John Stourton († 1438) aus Preston Plucknett in Somerset geheiratet. Sie war eine Miterbin ihres Vaters, so dass Daubeney durch die Heirat die Güter von Yeovilton, Speckington und Bridgehampton in Somerset erwarb, durch die er zusätzliche jährliche Einkünfte von £ 80 gewann. Mit seiner Frau hatte er mehrere Kinder, darunter:
- Giles Daubeney, 1. Baron Daubeney (1451/2–1508)
- James Daubeney

Sein Erbe wurde sein ältester Sohn Giles Daubeney, der bei seinem Tod jedoch noch minderjährig war. Seine Witwe heiratete in zweiter Ehe Robert Hill aus Houndstone in Somerset.